# Batalla de Guiling
La batalla de Guiling se libró entre los estados de Qi y Wei en el período de los Reinos Combatientes. En el año 354 a. C. el ejército de Wei asedió la capital del rival estado de Zhao, Handan. Al año siguiente fuerzas de Qi llegaron a socorrer a la sitiada ciudad, dirigidas por Tian Ji y Sun Bin. 
Sun Bin atacó Pingling, ciudad donde estaban guardados los suministros de Wei, siendo rechazado, sin embargo, su ataque tenía por intención sólo convencer al general Pang Juan de que el ejército de Qi era demasiado débil para derrotar y permitir que se confiara. El ejército de Wei continuó el asedio y las fuerzas de Zhao resistieron a la desesperada. Después de su fingida derrota Sun Bin atacó la capital de Wei, Dailang. Al enterarse esto por sus informantes Pang Juan dividió sus fuerzas, partió con su caballería a salvar su capital, mientras que dejó sus suministros e infantería asediando Handan. Cuando sus fuerzas llegaron al río Amarillo estaban agotadas y fueron atacadas sorpresivamente, resultando destruidas en Guiling. Pang Juan logró escapar.